# Рождество Богородично (Нижни Вербиж)
„Рождество Богородично“ (на украински: Церква Різдва Пресвятої Богородиці) е дървена църква в село Нижни Вербиж, Коломийски район на Ивано-Франкивска област, Украйна, построена в периода 1756 – 1808 г. Паметник на архитектурата и монументалното изкуство. На 21 юни 2013 г., на 37-ото заседание на Комитета за световното наследство на ЮНЕСКО, проведено в Камбоджа, храмът, заедно с други дървени църкви в района на Карпатите, е включен в списъка на световното наследство на ЮНЕСКО.

## История
Църквата „Рождество Богородично“ е разположена в западната част на селото, на склона на хълм. Според легендата, сегашната църква е построена с опришкински пари от Григор Мелник, който е живял 114 години, и е погребан в близост до църквата. Във връзка с изграждането на църквата, австрийският император Фердинанд награждава Мелник с Малък златен медал „За заслуги“. Местните историци Михаил Ласийчук и Иван Лудчак смятат, че строежът на църквата е започнал през 1756 година.
Според изследователката Надежда Бабий, църквата „Рождество Богородично“ в село Нижни Вербиж не принадлежи към типологичната група на хуцулските дървени конструкции, а повтаря формите на сакралните съоръжения в Подолието и Слободска Украйна.